# Maurice Barrier
Maurice Jean Ernest Barrier (Malicorne-sur-Sarthe, 8 de junho de 1932 — Montbard, 12 de abril de 2020) foi um ator, comediante e, cantor barítono francês.

## Biografia
Aos 18 anos, participou do coral em Le Mans.
Aos 28 anos, conheceu o Centre dramatique de l'Ouest, onde estreou em Les Femmes savantes.
Ele estreou no cinema em La Empowerment, de Roberto Rossellini, por Louis XIV, em 1966. Venceu o prêmio Molière de melhor coadjuvante em 1998.
Faleceu devido complicações da COVID-19 durante a pandemia do novo coronavírus.

## Carreira
Maurice Barrier participou do teatro, cinema e, televisão. Segue a lista de atuações:

### Teatro
- 1959  : Seis personagens em busca do autor de Luigi Pirandello , dirigido por Guy Parigot , Comédie de l'Ouest.
- 1959: Le Pain dur de Paul Claudel , dirigido por Guy Parigot, Comédia Ocidental
- 1960  : Otelo de William Shakespeare , dirigido por Guy Parigot, Comédie de l'Ouest
- 1960: Le Capitaine Fracasse de Théophile Gautier , dirigido por Georges Goubert , Comédie de l'Ouest
- 1960: Les Gueux du paradis , musical de Gaston Marie Martens e André Obey , dirigido por Maurice Jacquemont , Comédia do Ocidente: le Garde-champêtre / duc d'Albe
- 1961  : Ruy Blas de Victor Hugo , dirigido por Pierre Barrat , Comédie de l'Ouest
- 1961: La Cerisaie, de Anton Tchekhov , dirigido por Guy Parigot, Comédia Ocidental
- 1961: Turcaret ou o Financier de Alain-René Lesage , dirigido por Pierre Barrat, Comédie de l'Ouest
- 1962  : O Príncipe de Hombourg, de Heinrich von Kleist , dirigido por Guy Parigot, Comédie de l'Ouest
- 1962: Les Femmes savantes de Molière , dirigido por Guy Parigot, Comédia Ocidental
- 1962: Antígona de Sófocles , dirigida por Pierre Barrat, Comédie de l'Ouest
- 1963  : Não brincamos com o amor de Alfred de Musset , dirigido por Guy Parigot, Comédie de l'Ouest.
- 1963: Monsieur de Pourceaugnac de Molière, dirigido por Georges Goubert, Comédia Ocidental
- 1964  : Homme pour homme de Bertolt Brecht , dirigido por André Steiger , Western Comedy
- 1964: Richard III de William Shakespeare, dirigido por Pierre Barrat, Comédia Ocidental: o Duque de Buckingham
- 1964: escrevo seu nome, Liberty , concepção Denise Bonal e Philippe Mercier, Comédie de l'Ouest
- 1964: La Femme de paille, de Pierre-Jakez Hélias, dirigido por Georges Goubert, Western Comedy
- 1965  : Turcaret ou o Financier de Alain-René Lesage, dirigido por Guy Rétoré , teatro no leste de Paris  : o Marquês
- 1965: Macbeth de William Shakespeare , adaptação Jean Cosmos , dirigido por Guy Rétoré, teatro no leste de Paris: Malcolm
- 1966  : Le Voyage de M. Perrichon, de Eugène Labiche e Édouard Martin , dirigido por Daniel Leveugle e Guy Rétoré, teatro no leste de Paris: Daniel Savary
- 1966: Medida por medida de William Shakespeare , adaptação Michel Arnaud, direção de palco Guy Rétoré, teatro no leste de Paris: Claudio
- 1967  : Les Sincères de Marivaux , dirigido por Daniel Leveugle, teatro no leste de Paris: Dorante
- 1967: Le Menteur de Corneille , dirigido por Daniel Leveugle, teatro no leste de Paris: Philiste
- 1968  : Les Treize Soleils da Rue Saint-Blaise de Armand Gatti , dirigido por Guy Rétoré, teatro no leste de Paris: Pierre Sulviviani
- 1968: Nunca sabemos tudo de Luigi Pirandello , adaptação de Michel Arnaud, direção de palco Daniel Leveugle, teatro no leste de Paris: Prestino
- 1968: Para uma melhor orgulho depois de Paul Éluard e espelho Baudelaire audepois de Charles Baudelaire , design by Luc Decaunes, La Guilde de Ménilmontant
- 1969  : Opéra de quat'sous de Bertolt Brecht, adaptação Jean-Claude Hémery , dirigido por Guy Rétoré, teatro no leste de Paris: Macheath
- 1969: A Batalha de Lobositz, de Peter Hacks, adaptação Jean Cosmos, dirigido por Guy Rétoré, teatro no leste de Paris
- 1969: Lorenzaccio de Alfred de Musset , dirigido por Guy Rétoré, teatro no leste de Paris: Scoroconcolo
- 1970  : Major Barbara depois de George Bernard Shaw , dirigido por Guy Rétoré, teatro no leste de Paris: Bill Walker
- 1971  : Os Inimigos de Maxime Gorki , adaptação Arthur Adamov , dirigido por Guy Rétoré, teatro no leste de Paris: Sintzov
- 1971: O Mercador de Veneza, de William Shakespeare, adaptação Jean Cosmos, dirigido por Georges Werler, teatro no leste de Paris: Georges Werler
- 1972  : Sainte Jeanne des Abattoirs de Bertolt Brecht, dirigida por Guy Rétoré, teatro no leste de Paris: Graham
- 1973  : Vôo sobre um ninho de cuco de Dale Wasserman , dirigido por Pierre Mondy , Teatro Antoine  : Chief Bromden
- 1977  : L'Otage de Paul Claudel , dirigido por Guy Rétoré, Festival d'Avignon  : Georges de Coûfontaine
- 1977: La Mante polaire de Serge Rezvani , dirigido por Jorge Lavelli , Teatro daCidade  : Tchou
- 1978  : Mansão de Pierre Chesnot , dirigida por Raymond Rouleau , teatro de Paris
- 1980  : Les Misérables , musical de Alain Boublil e Claude-Michel Schönberg , dirigido por Robert Hossein , Palácio dos Esportes de Paris  : Jean Valjean
- 1981  : Le Canard sauvage de Henrik Ibsen , adaptação Gilbert Sigaux , dirigido por Lucian Pintilie , Théâtre de la Ville: Doctor Relling
- 1983  : Everyone's Truth de Luigi Pirandello , dirigido por François Périer , Comédia dos Champs-Élysées
- 1986  : O Residente de Sławomir Mrożek , dirigido por Georges Werler , Théâtre des Mathurins  : Alpha
- 1987  : Uma sala na Dordogne de Claude Rich , dirigida por Jorge Lavelli , teatro Hébertot
- 1989  : À noite, a liberdade de Frédéric Dard e Alain Decaux , dirigida por Robert Hossein, Palácio dos Esportes de Paris
- 1990  : L'Aiglon de Edmond Rostand , dirigido por Jean-Luc Tardieu , Festival d'Anjou
- 1991-1992 : Le Vieil Hiver, de Roger Planchon , dirigido pelo autor, TNP Villeurbanne, em seguida, Teatro Nacional da Colline  : o Príncipe de Mariac
- 1991-1992: Fragile Forêt de Roger Planchon, dirigido pelo autor, TNP Villeurbanne, em seguida, Théâtre nacional de la Colline: Capitão Eyriac
- 1994  : A Guerra Civil de Henry de Montherlant , dirigida por Régis Santon , teatro-Silvia Monfort e Célestins Theatre  : Laetorius
- 1996  : No caso do assassinato de Jean-Claude Grumberg, depois de Joyce Carol Oates , dirigido por Lucienne Hamon , Théâtre du Rond-Point
- 1997  : Doze Homens em Raiva, de Reginald Rose , dirigido por Stéphan Meldegg , Théâtre Marigny  : Juré n ° 10
- 1999  : Vento nos galhos de sassafrás de René de Obaldia , dirigido por Thomas Le Douarec , teatro Le Ranelagh
- 2001  : Pouco trabalho para o velho palhaço de Mateï Visniec, dirigido por Patrick Pelloquet, Teatro Regional do País do Loire ( Cholet ): Filippo
- 2002  : Virages de Alain Teulié , dirigido por Daniel Roussel, Studio des Champs-Élysées  : le Père

### Filmografia

#### Cinema
- 1971  : Raphaël ou le Débauché de Michel Deville  : Lasalle
- 1971: O Ano Casado II de Jean-Paul Rappeneau  : o cocô de cidadãos
- 1972  : The Grand Blond com um sapato preto de Yves Robert  : Chaperon
- 1973  : A Gangue dos Reféns por Edouard Molinaro  : Jo Franck
- 1973: a edificante e alegre história de colinot de nina companeez  : matchmaker
- 1973: Dois homens na cidade de José Giovanni  : o juiz investigador
- 1973: Olá, o artista de Yves Robert  : o ator que interpreta Al Capone
- 1975  : Flic Story de Jacques Deray  : René Bollec
- 1975: O cigano de José Giovanni  : Jacques Helman
- 1976  : Pretos e brancos em cores ou La Victoire, cantados por Jean-Jacques Annaud  : Caprice
- 1977  : Le Gang de Jacques Deray  : Lucien de Le Mammouth
- 1979  : Cabeçalho por Jean-Jacques Annaud  : Berri, chefe da penalidade
- 1982  : O retorno de Martin Guerre por Daniel Vigne  : Tio Pierre Guerre
- 1983  : Os Reiscomediante Polidos de Philippe Setbon (curta-metragem): o anfitrião
- 1983: E navegando no navio… ( E la nave va ) de Federico Fellini  : Ziloev
- 1983: Le Marginal por Jacques Deray  : Tio
- 1983: Les Compères de Francis Veber  : Raffart
- 1984  : La Nuit de Papai Noel por Vincent de Brus (curta-metragem): Papai Noel
- 1985  : Os especialistas de Patrice Leconte  : Kovacs
- 1985: morremos apenas duas vezes de Jacques Deray  : Arthur Chalon
- 1985: Uma mulher ou duas de Daniel Vigne  : o prefeito
- 1985: Scout toujours ... de Gérard Jugnot  : Marek
- 1986  : Rua de partida de Tony Gatlif  : o barqueiro
- 1986: Les Fugitifs de Francis Veber  : Comissário Duroc
- 1987  : Charlie Dingo por Gilles Béhat  : Chinaski
- 1989  : Vida e nada mais por Bertrand Tavernier  : Mercadot
- 1989: Rouget o caçador de  primos de Gilles : o gendarme Javelle
- 1993  : Louis, filho rei de Roger Planchon  : Guitaud
- 1993: Justinien Found ou o Bastardo de Deus por Christian Fechner  : Vitou Calamar
- 1999  : O país mais bonito do mundo por Marcel Bluwal  : Charrier
- 2008  : Quase casado (s) com Franck Llopis

### Televisão

#### Filmes
- 1965  : Morgane ou O pretendente de Alain Boudet  : O capitão
- 1966  : A aquisição por Luís XIV de Roberto Rossellini  : D'Artagnan
- 1970  : A lenda do quarto rei, por Jean-Paul Carrère (Telefilm): o oficial
- 1972  : M. de Maupassant ou o julgamento de um manobrista  : Guy de Maupassant
- 1973  : Marie Dorval  : Alexandre Dumas
- 1973: Pequena chama em turbulência  : Philippe
- 1973: L'Équipe ou Roman des fortifs  : Bobêche
- 1974  : La Cloche tibétaine de Michel Wyn e Serge Friedman  : Coronel Chan Pu-Tang
- 1974: A noite do inverno  : Baldi
- 1978  : O sacrifício  : O'Brien
- 1979  : As flores murchas  : Paul
- 1979: Os arquivos da tela  : Stalin-Trotsky: O poder e a revolução de Yves Ciampi  : Stalin
- 1980  : Gato de Christine  : O berçário
- 1980: Arquivos de tela  : Le Grand Fossé de Yves Ciampi: Lucien Mérigaud
- 1981  : Quatro mulheres, quatro vidas: Ser feliz sem felicidade  : Gérard
- 1982  : Les Nerfs à VIF  : Robert
- 1985  : A véspera de Ano Novo de Daniel Losset  : Abel
- 1987  : A verdade de todos  : M. Agazzi
- 1991  : O Penitente de Jean-Pierre Bastid
- 1991: L'Enfant des loups de Philippe Monnier  : Clotaire
- 1991: Tango Bar de Philippe Setbon  : Schneier
- 1993  : Catherine Courage de Jacques Ertaud  : Magenta
- 1994  : Um dia antes do amanhecer de Jacques Ertaud  : Tenente-Coronel Bourgin
- 1995  : A mulher perigosa de Gilles Béhat  : Modolini
- 1999  : Ladrão de coração de Patrick Jamain  : Joseph
- 2000  : O Filho da Vergonha, de Claudio Tonetti  : Émile
- 2002  : A vitória dos vencidos por Nicolas Picard  : o avô
- 2004  : O ar é fresco de Laurent Carcélès  : Auguste
- 2005  : Lucas Ferré: O Prazer do Mal por Marc Angelo  : Enrid

#### Séries
- 1972  : François Gaillard ou a vida dos outros por Jacques Ertaud  : Serge Thomery
- 1973  : A Linha de Demarcação  : René
- 1975  : Paul Gauguin por Roger Pigaut  : Paul Gauguin
- 1975: os últimos cinco minutos , episódio Le Coup de pouce por Claude Loursais  : Yves Le Gouverneur
- 1978  : As investigações do comissário Maigret por Jean-Paul Sassy  : Oscar Chabut
- 1979  : Cinema 16  : Philippe
- 1979  : Brigada Juvenil  : Pierre
- 1980  : Les Chevaux du soleil de François Villiers  : Bouychou
- 1981  : Os amores dos anos cinzentos  : Carlo
- 1982  : Vamos sair hoje à noite  : Dr. Relling
- 1983  : Fabien de la Drôme de Michel Wyn  : juiz Vassières
- 1983  : As novas brigadas de tigres de Victor Vicas  : o pintor Sourokine
- 1984  : Dos sapinhos aos lobos por Philippe Monnier  : Jean-Édouard Vialhe
- 1986  : Você me viu?  : Paul Letellier
- 1988  : A mala de papelão  : Alfredo
- 1988: Os Últimos Cinco Minutos , episódio O Fantasma da comedianteVila por Roger Pigaut  : Pierre
- 1989  : David Lansky de Hervé Palud  : Angelo Sebastiani
- 1989: Rali  : Diego
- 1990  : Ouro e papel  : J.-M. Bouvier
- 1990: Os Últimos Cinco Minutos , episódio Saute qui peut de Bernard Choquet  : Valentin
- 1994  : A Grande Coleção de Claude Goretta  : Mains-Rouges
- 1996  : As Allumettes Suédoises de Jacques Ertaud  : Bougras
- 1996: La Mondaine  : Khamon
- 2002  : O Grande Chefe  : Bastien Mauclair
- 2003  : O Instituto  : César
- 2003: La Crim '  : Maurice Dumont
- 2004  : Louis la Brocante  : Edgar de Bansac

## Discografia
- 1980  : Les Misérables , musical de Alain Boublil e Claude-Michel Schönberg  : Jean Valjean
- 1983  : Abbacadabra  : comédia musical infantil de Daniel e Alain Boublil